# Naphthalinsulfonsäuren
Naphthalinsulfonsäuren sind von Naphthalin abgeleitete chemische Verbindungen mit einer oder mehreren Sulfonsäuregruppen; sie gehören zur Stoffgruppe der aromatischen Sulfonsäuren.

## Herstellung
Die Sulfonierung von Naphthalin führt in Abhängigkeit von der Schwefelsäurekonzentration, bzw. der Schwefeltrioxidmenge in der Schwefelsäure (Oleum-Konzentration), sowie den Reaktionsbedingungen zur Bildung von Mono-, Di-, Tri- und Tetrasulfonsäuren. Die Isolierung der einzelnen Sulfonierungsprodukte ist teilweise aufgrund von Desulfonierung und Isomerisierung schwierig. Bei der Sulfonierung von Naphthalin sind neben den beiden Monosulfonsäuren 1-Naphthalinsulfonsäure und 2-Naphthalinsulfonsäure, die sechs Disulfonsäuren 1,3-, 1,5-, 1,6-, 1,7-, 2,6- und 2,7-Naphthalindisulfonsäure, die drei Trisulfonsäuren 1,3,5-, 1,3,6- und 1,3,7-Naphthalintrisulfonsäure, sowie die 1,3,5,7-Naphthalintetrasulfonsäure leicht zugänglich:
Bei der Monosulfonierung handelt es sich um eine reversible elektrophile Substitution. Die 1-Naphthalinsulfonsäure steht über die Ausgangsverbindung im Gleichgewicht mit der 2-Naphthalinsulfonsäure, wobei bei höherer Temperatur das 2-Isomer bevorzugt wird. Bei 160 °C liegt zu 15 % die 1- und zu 85 % die 2-Naphthalinsulfonsäure vor. Nach einer von Henry Edward Armstrong und William Palmer Wynne 1890 aufgestellten Regel nehmen zwei Sulfogruppen am Naphthalingerüst niemals eine ortho-, para- oder peri-Orientierung ein.

## Eigenschaften
Die Naphthalinsulfonsäuren sind sehr gut wasserlöslich und in Lösung starke Säuren. Die Alkali- und Erdalkalimetallsalze sind ebenfalls wasserlöslich, wobei die Löslichkeit zu den Bariumsalzen hin deutlich abnimmt.

## Verwendung
Die Naphthalinsulfonsäuren sind wichtige Zwischenprodukte bei der Herstellung von Farbstoffen, Netz- und Dispergiermittel sowie von Arzneimittel.
Durch Alkalischmelzen erhält man Hydroxynaphthaline und Hydroxynaphthalinsulfonsäuren. Naphthalinsulfonsäuren können zu Nitronaphthalinsulfonsäuren nitriert werden, die sich reduktiv in die entsprechenden Aminonaphthalinsulfonsäuren überführen lassen.
Abhängig von jeweiligen Substitutionsmuster gibt es verschiedene Routen zur Herstellung von Aminohydroxynaphthalinsulfonsäuren. Man erhält diese Verbindungen beispielsweise durch selektive Hydrolyse einer Sulfonsäuregruppe bei Aminonaphthalindi- und Aminonaphthalintrisulfonsäuren wie bei der Synthese von 7-Amino-4-hydroxynaphthalin-2-sulfonsäure (I-Säurae) aus 6-Aminonaphthalin-1,3-disulfonsäure:
Präparativ schwer zugängliche Aminohydroxynaphthalinsulfonsäuren mit einer ortho-Anordnung der Amino- und Hydroxygruppe erhält man durch Reduktion von Nitroso- oder Arylazoderivaten von Hydroxynaphthalinsulfonsäuren.
Bei der Synthese von Azofarbstoffen werden Hydroxy-, Amino- und Aminohydroxynaphthalinsulfonsäuren als Kupplungskomponente eingesetzt, Amino- und Aminohydroxynaphthalinsulfonsäuren können auch als   Diazokomponente verwendet werden.